# Circeo rosso novello
Il Circeo rosso novello è un vino DOC la cui produzione è consentita nella provincia di Latina.

## Caratteristiche organolettiche
- colore: rosso rubino più o meno intenso con sfumature violacee
- odore: fruttato persistente e caratteristico
- sapore: fresco, armonico, equilibrato, rotondo, vivace

## Produzione
Provincia, stagione, volume in ettolitri
- nessun dato disponibile